# Jeremy Thomas
Jeremy Jack Thomas (Londra, 26 luglio 1949) è un produttore cinematografico, regista e montatore britannico.
Fondatore della Recorded Picture Company e produttore de L'ultimo imperatore di Bernardo Bertolucci, vincitore dell'Oscar al miglior film, del David di Donatello per il miglior film e del David di Donatello per il miglior produttore nel 1988, nel 2006 ha vinto un European Film Award per il suo importante contributo al mondo del cinema.

## Biografia
Nato a Londra, fin da piccolo ambisce a lavorare nel cinema, osservando il lavoro del padre Ralph e dello zio Gerald, entrambi registi. Terminati gli studi inizia a lavorare nel mondo del cinema con mansioni minori, per poi lavorare come assistente al montaggio per il film Il viaggio fantastico di Sinbad, successivamente inizia per breve tempo l'attività di montatore, curando il montaggio del film televisivo di Ken Loach A Misfortune e il documentario di Philippe Mora Brother, Can You Spare a Dime?.
Nel 1976 inizia la sua attività di produttore, finanziando il film di Philippe Mora Braccato a vita, con Dennis Hopper, successivamente produce L'australiano di Jerzy Skolimowski, vincitore del Grand Prix Speciale della Giuria al 31º Festival di Cannes. L'attività di produttore lo porta negli anni a produrre pellicole per registi come Nicolas Roeg, Nagisa Ōshima, Julien Temple e Stephen Frears. Nel 1986 finanzia il film epico di Bernardo Bertolucci, ottenendo l'apprezzamento di pubblico e critica e aggiudicandosi numerosi riconoscimenti, vincendo ben 9 premi Oscar tra cui quello al miglior film. Dopo L'ultimo imperatore lavora nuovamente per Bertolucci per i film Il tè nel deserto, Piccolo Buddha e Io ballo da sola e per David Cronenberg produce Il pasto nudo e Crash.
Nel 1998 debutta alla regia con il thriller All the Little Animals, interpretato da John Hurt e Christian Bale e presentato nella selezione ufficiale del Festival di Cannes dello stesso anno. Nel 2000 produce Brother di Takeshi Kitano e Sexy Beast - L'ultimo colpo della bestia di Jonathan Glazer, tra gli altri film da lui prodotti; The Dreamers di Bertolucci, Tideland - Il mondo capovolto di Terry Gilliam, Fast Food Nation di Richard Linklater. Nel 2008 produce la pellicola di Wim Wenders Palermo Shooting, nello stesso anno finanzia il thriller gotico Franklyn di Gerald McMorrow e Creation di Jon Amiel sulla vita di Charles Darwin.
Nel sua lunga carriera ha ricevuto numerosi riconoscimenti, tra cui il Michael Balcon British Academy Lifetime Achievement Award. Nel 1987 è stato membro della giuria del Festival di Cannes e successivamente Presidente della Giuria al Festival di Berlino del 1993. Dopo esserne stato Presidente dal 1992 al 1997, nel 2000 diventa membro onorario del British Film Institute per il suo alto contributo nel cinema e nella cultura. Ad inizio 2009 ha l'onore di essere nominato Commendatore dell'Ordine dell'Impero Britannico (CBE).

## Filmografia

### Produttore
- Braccato a vita (Mad Dog Morgan), regia di Philippe Mora (1976)
- L'australiano (The Shout), regia di Jerzy Skolimowski (1978)
- La grande truffa del rock'n'roll (The Great Rock'n'Roll Swindle), regia di Julien Temple (1980)
- Il lenzuolo viola (Bad Timing), regia di Nicolas Roeg (1980)
- Furyo (Merry Christmas Mr Lawrence), regia di Nagisa Ōshima (1983)
- Eureka, regia di Nicolas Roeg (1983)
- Vendetta (The Hit), regia di Stephen Frears (1984)
- La signora in bianco (Insignificance), regia di Nicolas Roeg (1984)
- L'ultimo imperatore (The Last Emperor), regia di Bernardo Bertolucci (1987)
- Alla ricerca dell'assassino (Everybody Wins), regia di Karel Reisz (1990)
- Il tè nel deserto (The Sheltering Sky), regia di Bernardo Bertolucci (1990)
- Let Him Have It, regia di Peter Medak (1991)
- Il pasto nudo (Naked Lunch), regia di David Cronenberg (1991)
- Piccolo Buddha (Little Buddha), regia di Bernardo Bertolucci (1993)
- Io ballo da sola (Stealing Beauty), regia di Bernardo Bertolucci (1995)
- Victory, regia di Mark Peploe (1995)
- L'orco (Der Unhold), regia di Volker Schlöndorff (1996)
- Crash, regia di David Cronenberg (1996)
- Blood & Wine (Blood and Wine), regia di Bob Rafelson (1996)
- Il coraggioso (The Brave), regia di Johnny Depp (1997)
- All the Little Animals, regia di Jeremy Thomas (1998)
- La coppa (Phörpa), regia di Khyentse Norbu (1999)
- Tabù - Gohatto (Gohatto), regia di Nagisa Ōshima (1999)
- Sexy Beast - L'ultimo colpo della bestia (Sex Beast), regia di Jonathan Glazer (2000)
- Brother, regia di Takeshi Kitano (2000)
- La generazione rubata (Rabbit-Proof Fence), regia di Phillip Noyce (2002)
- Il trionfo dell'amore (Triumph of Love), regia di Clare Peploe (2002)
- Young Adam, regia di David Mackenzie (2003)
- Maghi e viaggiatori (Travellers and Magicians), regia di Khyentse Norbu (2003)
- The Dreamers - I sognatori (The Dreamers), regia di Bernardo Bertolucci (2003)
- Terra promessa (Promised Land), regia di Amos Gitai (2004)
- Non bussare alla mia porta (Don't Come Knocking), regia di Wim Wenders (2004)
- Tideland - Il mondo capovolto (Tideland), regia di Terry Gilliam (2005)
- Fast Food Nation, regia di Richard Linklater (2005)
- Il futuro non è scritto - Joe Strummer (Joe Strummer: The Future is Unwritten), regia di Julien Temple (2007)
- Palermo Shooting, regia di Wim Wenders (2008)
- Franklyn, regia di Gerald McMorrow (2008)
- Creation, regia di Jon Amiel (2009)
- Pina, regia di Wim Wenders (2011)
- A Dangerous Method, regia di David Cronenberg (2011)
- Kon-Tiki, regia di Joachim Rønning e Espen Sandberg (2012)
- Solo gli amanti sopravvivono (Only Lovers Left Alive), regia di Jim Jarmusch (2013)
- Dom Hemingway, regia di Richard Shepard (2013)
- Ritorno alla vita (Every Thing Will Be Fine), regia di Wim Wenders (2015)
- Il racconto dei racconti - Tale of Tales, regia di Matteo Garrone (2015)
- High-Rise - La rivolta (High-Rise), regia di Ben Wheatley (2015)
- L'immortale (The Blade of the Immortal), regia di Takashi Miike (2017)
- Dogman, regia di Matteo Garrone (2018)
- L'uomo che uccise Don Chisciotte (The Man Who Killed Don Quixote), regia di Terry Gilliam (2018)
- L'ultimo yakuza - First Love (First Love), regia di Takashi Miike (2019)
- Samurai Marathon - I sicari dello shogun (Samurai Marathon), regia di Bernard Rose (2019)
- Pinocchio, regia di Matteo Garrone (2019)
- EO, regia di Jerzy Skolimowski (2022) - produttore esecutivo
- The Dead Don't Hurt - I morti non soffrono (The Dead Don't Hurt), regia di Viggo Mortensen (2023)
- Race for Glory: Audi vs. Lancia, regia di Stefano Mordini (2024)

### Regista
- All the Little Animals (1998)

## Premi
- David di Donatello 1988 – Miglior film
- David di Donatello 1988 – Miglior produttore
- British Independent Film Awards 2001 – Miglior produttore dell'anno
- British Independent Film Awards 2003 - Premio speciale della giuria
- Festival internazionale del film di Locarno 2005 – Premio Raimondo Rezzonico
- European Film Awards 2006 – Miglior europeo in un film non europeo